# Emerging Infectious Diseases
Emerging Infectious Diseases, abgekürzt Emerg. Infect. Dis., ist eine wissenschaftliche Fachzeitschrift, die von der US-Bundesbehörde Centers for Disease Control and Prevention veröffentlicht wird. Die erste Ausgabe erschien 1995. Derzeit erscheint die Zeitschrift monatlich. Es werden Arbeiten zu allen Bereichen von neu auftauchenden Infektionskrankheiten veröffentlicht.  Die Zeitschrift erscheint im Open Access.
Der Impact Factor lag im Jahr 2014 bei 6,751. Nach der Statistik des ISI Web of Knowledge wird das Journal mit diesem Impact Factor in der Kategorie Immunologie an 15. Stelle von 148 Zeitschriften und in der Kategorie Infektionskrankheiten an dritter Stelle von 78 Zeitschriften geführt.
Chefherausgeber ist D. Peter Drotman (Centers of Disease Control and Prevention, Atlanta, Vereinigte Staaten).